# Giro dell'Umbria 1910
Il Giro dell'Umbria 1910, prima storica edizione della corsa, si svolse il 24 luglio 1910 su un percorso di 257 km, con partenza e arrivo a Terni, in Italia. La vittoria fu appannaggio dell'italiano Alfredo Tibiletti, che completò il percorso in 10h32'00", alla media di 24,398 km/h, precedendo i connazionali Luigi Cagna e Attilio Mantovani.
Sul traguardo di Terni 11 ciclisti, su 67 partiti dalla medesima località, portarono a termine la competizione. 

## Ordine d'arrivo (Top 10)
| Pos. | Corridore          | Squadra | Tempo     |
| ---- | ------------------ | ------- | --------- |
| 1    | Alfredo Tibiletti  | -       | 10h32'00" |
| 2    | Luigi Cagna        | -       | s.t.      |
| 3    | Attilio Mantovani  | -       | s.t.      |
| 4    | Gino Brizzi        | -       | s.t.      |
| 5    | Nicola Bianchedi   | -       | s.t.      |
| 6    | Giuseppe Profili   | -       | ?         |
| 7    | Curzio Paolucci    | -       | ?         |
| 8    | Labindo Mancinelli | -       | ?         |
| 9    | Gino Lenzi         | -       | ?         |
| 10   | Barilacchi         | -       | ?         |